# EXO From. EXO PLANET 1 - THE LOST PLANET
Tournées par EXO
EXO PLANET #2 - The EXO'luXion
(2015-2016)
L'EXO From. EXO PLANET #1 - THE LOST PLANET est la première tournée du boys band sud-coréano-chinois EXO qui a débuté le 23 mai 2014 à Séoul et s'est terminé le 24 décembre 2014 à Osaka. 
Le 21 mai 2014, la SM Entertainment a publié une déclaration officielle indiquant que le leader d'EXO-M Kris ne participera pas à la tournée car celui-ci a intenté un procès contre celle-ci une semaine avant,. La SM a également publié une déclaration indiquant que les marchandises à l'effigie de ce dernier pour le concert seraient retirées et que toutes les affiches dans la salle de concert ont été changées pour seulement montrer les 11 membres restants. 
Le 10 octobre 2014, Luhan a intenté un procès contre la SM. Il a interrompu sa participation à la tournée tandis que les 10 autres membres ont continué la promotion de la tournée sans lui.

## Contexte
Le 8 avril, pour célébrer le second anniversaire des débuts d’EXO, un représentant de la SM Entertainment a annoncé que le groupe tiendrait son premier concert solo en Corée du Sud. Intitulé “EXO FROM EXO PLANET #1 – THE LOST PLANET”, il se tiendra au Olympic Gymnastics Arena le 24 mai mais aussi le 25. Pour cette toute première tournée du groupe, c'est le chorégraphe Tony Testa qui supervise le rôle de directeur artistique. Les places se sont vendues en un temps record. En effet, en moins de deux secondes, le stade était affiché complet, il aura fallu très exactement 1,47 secondes pour que les tickets soient épuisés,. 
Le 16 avril à 20h (heure coréenne), les places pour la tournée étaient mises à la vente sur le site Gmarket. À cette occasion, les fans s’étaient entraînés au préalable à un “Ticketing Practice Game” (soit “Jeu d’initiation d’achats de tickets”) sur internet, durant lequel ils s’exerçaient à cliquer le plus vite possible. De ce fait, beaucoup de personnes sont arrivées avec quelques secondes de retard, et ne pouvaient donc pas assister au spectacle. Il a même été révélé que pour certains, le site avait cessé de fonctionner à cause du nombre trop élevé de connexions sur la page. Les fans qui n’avaient pas pu obtenir de places n’avaient d’ailleurs pas hésité à faire part de leur déception, et ont demandé à ce qu’une nouvelle date de concert soit ajoutée. Il a alors été annoncé qu’une nouvelle et troisième date de concert allait être ajoutée. Les 12 membres d'EXO se produiront donc également le 23 mai.
Beaucoup d'artistes SM et d'autres célébrités coréennes et chinoises ont assisté à la première tournée solo d'EXO à Séoul. Ceux qui ont montré leur soutien au groupe comprenaient : Minho et Taemin des SHINee, Victoria et Amber des F(x), Donghae, Ryeowook et Siwon des Super Junior, Hong Soo Hyun, Seo Kang Jun, Park Min Woo, Song Ga Yeon, N et Ravi des VIXX, Fei et Jia de Miss A ainsi que Nicole des Kara.

## Médias
Deux de leurs concerts sont sortis en DVD et Blu-ray en 2015, à savoir celui de Séoul (concert du 25 mai 2014) et celui de Tokyo (concert du 20 novembre 2014). Un album live enregistré lors de leur tournée sud-coréenne est publié à l'occasion des fêtes de fin d'année, intitulé Exology Chapter 1: The Lost Planet, il inclut un titre inédit.

## Faits divers
- Le 2 juin 2014, un incident s'est produit pendant la chanson "Angel" impliquant D.O.. Un dysfonctionnement du système avec le câblage, responsable de la scène de vol de ce dernier a impliqué deux fans qui ont été blessés et envoyés à l'hôpital immédiatement. EXO a publié ses excuses et ses préoccupations pour les deux fans immédiatement après le concert. D.O. et Suho sont allés à l'hôpital juste après avoir entendu les nouvelles. La SM Entertainment a également publié une explication officielle et des excuses pour l'incident et a confirmé qu'ils allaient payer les frais médicaux pour les deux fans blessés[10].

- Le 12 septembre 2014, Luhan a présenté ses excuses à travers sa page officielle Weibo, affirmant qu'il serait incapable d'assister aux deux spectacles à Bangkok à cause d'une maladie. Il a raisonné en expliquant qu'il souffrait d'extrême fatigue, de maux de têtes et d'insomnie[11].

## Liste des concerts
| Date              | Ville     | Pays         | Lieu                                 | Audience |
| ----------------- | --------- | ------------ | ------------------------------------ | -------- |
| Asie              |           |              |                                      |          |
| 23 mai 2014       | Séoul     | Corée du Sud | Olympic Gymnastics Arena             | 42 174   |
| 24 mai 2014       | Séoul     | Corée du Sud | Olympic Gymnastics Arena             | 42 174   |
| 25 mai 2014       | Séoul     | Corée du Sud | Olympic Gymnastics Arena             | 42 174   |
| 1er juin 2014     | Hong Kong | Hong Kong    | AsiaWorld-Arena                      | 27 828   |
| 2 juin 2014       | Hong Kong | Hong Kong    | AsiaWorld-Arena                      | 27 828   |
| 14 juin 2014      | Wuhan     | Chine        | Stade du centre sportif de Wuhan     | 13 449   |
| 28 juin 2014      | Chongqing | Chine        | Chongqing Olympic Sports Center      | 13 893   |
| 5 juillet 2014    | Chengdu   | Chine        | Stade du centre sportif de Chengdu   | 14 526   |
| 11 juillet 2014   | Taipei    | Taïwan       | Taipei Arena                         | 22 864   |
| 12 juillet 2014   | Taipei    | Taïwan       | Taipei Arena                         | 22 864   |
| 18 juillet 2014   | Shanghai  | Chine        | Mercedes-Benz Arena                  | 20 958   |
| 19 juillet 2014   | Shanghai  | Chine        | Mercedes-Benz Arena                  | 20 958   |
| 27 juillet 2014   | Changsha  | Chine        | Helong Sports Center Stadium         | 13 774   |
| 2 août 2014       | Xi'an     | Chine        | Shaanxi Province Stadium             | 11 305   |
| 23 août 2014      | Kallang   | Singapour    | Singapore Indoor Stadium             | 10 677   |
| 30 août 2014      | Guangzhou | Chine        | Guangzhou International Sports Arena | 13 082   |
| 6 septembre 2014  | Jakarta   | Indonésie    | Lapangan D Senayan                   | 14 958   |
| 13 septembre 2014 | Bangkok   | Thaïlande    | Impact Arena                         | 28 446   |
| 14 septembre 2014 | Bangkok   | Thaïlande    | Impact Arena                         | 28 446   |
| 20 septembre 2014 | Pékin     | Chine        | LeSports Center                      | 23 012   |
| 21 septembre 2014 | Pékin     | Chine        | LeSports Center                      | 23 012   |
| 11 novembre 2014  | Fukuoka   | Japon        | Fukuoka Convention Center            | 34 158   |
| 12 novembre 2014  | Fukuoka   | Japon        | Fukuoka Convention Center            | 34 158   |
| 13 novembre 2014  | Fukuoka   | Japon        | Fukuoka Convention Center            | 34 158   |
| 18 novembre 2014  | Tokyo     | Japon        | Yoyogi National Gymnasium            | 35 844   |
| 19 novembre 2014  | Tokyo     | Japon        | Yoyogi National Gymnasium            | 35 844   |
| 20 novembre 2014  | Tokyo     | Japon        | Yoyogi National Gymnasium            | 35 844   |
| 22 décembre 2014  | Osaka     | Japon        | Osaka-jō Hall                        | 34 962   |
| 23 décembre 2014  | Osaka     | Japon        | Osaka-jō Hall                        | 34 962   |
| 24 décembre 2014  | Osaka     | Japon        | Osaka-jō Hall                        | 34 962   |

## Personnel
- Organisateur de la tournée : SM Entertainment
- Artistes : EXO-K (Suho, Kai, Sehun, D.O., Chanyeol et Baekhyun) et EXO-M (Lay, Luhan, Tao, Xiumin et Chen)
- Promoteur de la tournée : Dream Maker Entertainment (Corée du Sud)
- Billetterie : Gmarket (Corée du Sud)